# Jean-Pierre Destrade
Pour les articles homonymes, voir Destrade.
Jean-Pierre Destrade, né le 29 août 1941 à Biarritz (Basses-Pyrénées) et mort le 7 août 2013 à Saint-Jean-de-Luz (Pyrénées-Atlantiques), est un homme politique français.
Il exerça également les fonctions de porte-parole du Parti socialiste. Il reste principalement connu du grand public pour son rôle dans l'affaire Destrade qui défraiera la chronique médiatique entre 1993 et 2005.

## Mandats locaux
- Conseiller municipal de Biarritz de 1977 à 1989.

## Mandats départementaux
- Conseiller général du canton Biarritz-Est de 1976 à 1982 ;
- Conseiller général du canton de Saint-Pierre-d'Irube de 1988 à 2008.

## Mandats nationaux
- Député des Pyrénées-Atlantiques de 1981 à 1986 (4e circonscription) ;
- Député des Pyrénées-Atlantiques de 1986 à 1988 (scrutin départemental).

## Affaire Destrade
Jean-Pierre Destrade est le personnage principal d'une affaire politico-financière qui ébranle la gauche française de 1993 à 2005. Soupçonné de trafic d'influence, il avait prétendu avoir participé au financement du Parti socialiste par le biais de sommes versées par les entreprises de la grande distribution. Ces sommes auraient été versées en contrepartie d'autorisations de construire des grandes surfaces par les commissions d'élus, mais l'enquête a infirmé cette présentation des faits.  
En 2005, il est condamné, par le Tribunal correctionnel de Pau, à trois ans de prison, dont un an ferme, pour trafic d'influence, escroquerie et dénonciation de délit imaginaire.